# Richard Johnson (színművész)
Richard Johnson (Upminster, 1927. július 27. – London, 2015. június 5.) brit színész, forgatókönyvíró és producer. Pályafutása alatt több mint 130 filmben szerepelt.

## Élete és pályafutása
2015. június 5-én hunyt el London Chelsea kerületében a Royal Marsden Kórházban.

## Filmszerepei
- 1959: Elsöprő túlerő
- 1963: A ház hideg szíve
- 1965: Moll Flanders
- 1965: Crossbow-akció
- 1966: Khartoum - A Nílus városa
- 1969: Vesztesek és győztesek
- 1970: Julius Ceasar
- 1971: Mongo visszajött – író
- 1974: Antonius és Kleopátra … Marcus Antonius
- 1975: Hennessy – forgatókönyvíró is
- 1979: Zombi
- 1985: Páncél mögött –  producer is
- 1987: Kései szenvedély  – producer
- 1988: Egy ember az örökkévalóságnak (A Man for All Seasons), tévéfilm, Lord Norfolk
- 1990: A szív szava
- 1990: Kincses sziget
- 1990: Ian Fleming titkos élete
- 1991: Ötös szövetség
- 1995: Ádáz küzdelem
- 1998: Az ítélet ideje – producer
- 1999: Kisvárosi gyilkosságok, tévésorozat, Death of a Stranger c. epizód
- 2005: Wallis és Edward: A botrányos frigy
- 2005: Robinsonék
- 2007: Kisvárosi gyilkosságok, tévésorozat, The Animal Within c. epizód
- 2008: A csíkos pizsamás fiú
- 2012: Piszkos melók – producer
- 2013: Charlotte Link - A másik gyerek